# 高橋春織
高橋 春織（たかはし はおり、1997年2月5日 - ）は、日本の女優、タレント。東京都出身。スターダストプロモーション所属。

## 来歴
中学時代はバスケットボール部、高校時代はダンス部に所属していた。
2019年3月、日本大学芸術学部写真学科を卒業。

## 人物・エピソード
- 趣味：写真を編集すること[6][7][8]。バレーボールとバスケット観戦が好きである[2]。
- 特技：ダンス[6]
- 家族：ブリティッシュショートヘアと暮らしている[9]。3人兄弟の末っ子[5]で、姉[10]と兄[11]、父[5]、母[10]がいる。父の実家は新潟県にある[12]。
- 免許：普通自動車運転免許[13]

### 交友関係
- 黒島結菜と親友[14]で普段から会う仲。サウナ[15]やキャンプに一緒に行っている[16][17]。大学やクラスも同じだった[15]。
- 日本テレビの岩田絵里奈(タレント時代の芸名：岡崎歩美)は学生時代からの友人[18][19]。

## 出演
※役名が太字記載は主演作品

### テレビ番組
- CatChat 英語でFRIENDS DX(2008年4月、BS-TBS)

### テレビドラマ
- 放課後はミステリーとともに（2012年4月 - 6月、TBS）
- パナソニック ドラマシアター 宮部みゆきミステリー 「パーフェクト・ブルー」（2012年10月8日 - 12月17日、TBS） - 蓮見糸子 役
- セブンティーンキラー（2013年9月、フジテレビTWO） - 茉菜 役
- 地獄先生ぬ〜べ〜（2014年10月11日 - 12月13日、日本テレビ） - 川瀬葵 役
- NHK高校講座「ロンリのちから」（2015年6月19日 - 、NHK Eテレ） - マリア 役
- 土曜ワイド劇場 新・棟居刑事シリーズ「棟居刑事の偽完全犯罪」（2016年4月23日、テレビ朝日） - 檜山麗子（高校時代） 役
- THE LAST COP/ラストコップ 第5話・6話（2016年11月5日・12日、日本テレビ） - 早矢香 役
- &美少女 NEXT GIRL meets Tokyo 第8話（2017年5月31日、FOD） - 平尾知世 役
- インハンド（2019年4月12日 - 6月21日、TBS） - 熊谷美緒 役
- FLY! BOYS, FLY! 僕たち、CAはじめました（2019年9月24日、関西テレビ・フジテレビ） - 大島彩花 役
- おカネの切れ目が恋のはじまり 第2話・第3話（2020年9月22日・29日、TBS） - 加奈 役

### 配信ドラマ
- おっちゃんキッチン 第6話「高校教師の愚痴」（2024年10月11日 - 、TVer） - 高校教師 役[20]

### 映画
- 呪怨 終わりの始まり（2014年6月28日公開、ショウゲート） - 葵 役
- 誘拐少女（2014年7月27日公開、SDP） - 仁王道歌 役
- 俺物語!!（2015年10月31日公開、東宝） - アユ 役
- 一週間フレンズ。（2017年2月18日公開、FCC / 松竹） - 山岸沙希 役[21]
- 明け方の若者たち（2021年12月31日公開、パルコ）- 桐谷 役
- 法廷遊戯（2023年11月10日公開予定、東映） - 衛藤麻衣 役[22]

### バラエティ
- VS嵐（2017年2月16日、フジテレビ）
- オールスター感謝祭（2019年4月6日、TBS）
- A-Studio（2022年11月25日、TBS）- 黒島結菜の親友として出演[15]

### ドラマ
- ドーリィ♪カノン（2013年 - 2014年、ちゃお付録DVD『ちゃおちゃおTV!』） - 奥田奏四 役（主役）

### CM
- マクドナルド「ハッピーセット」(2008年5月 - 8月)
- ウィルコム親子向けパンフレットモデル (2012年4月 - )
- バンダイ「スマトモ」　(2013年11月 - )
- NTTdocomo「新料金『U25』篇」（2014年5月14日 - 8月13日）
- 三井住友カード「三井住友VISAカード」（2015年3月31日 - ）
- ルミネ　企業広告　(2015年10月 - 12月)
- めちゃコミック「めちゃ犬 旅編 冬」(2017年1月 - 12月)
- コルゲンコーワ「鼻炎フィルムα」(2023年)

### PV
- JUJU「PRESENT」(2009年11月25日発売)
- JUJU「また明日...」（2011年6月1日発売）
- 秦基博「ひまわりの約束（弾き語りVer.）」（2014年12月24日発売）
- Aile The Shota「踊りませんか？」（2024年7月3日発売）

### DVD
- 「呪怨 終わりの始まり」Blu-ray & DVD（2014年11月6日発売）
- 「誘拐少女」DVD（2014年11月7日発売）

### その他
- J:COMチャンネル「高校野球西東京大会 ダイジェスト」メインMC（2014年7月6日より生放送）
- ZIP!（2017年4月 - 2018年3月、日本テレビ）